# Geraldo Manteiga

Geraldo da Silva, mais conhecido como Geraldão ou Geraldo Manteiga (Álvares Machado, 25 de julho de 1949), é um ex-futebolista brasileiro que atuava como atacante.

## Carreira
Geraldão era de origem humilde. Destacou-se no Botafogo de Ribeirão Preto, jogando ao lado de Sócrates — sagrou-se artilheiro do Campeonato Paulista de 1974. Em 1975 foi contratado por Vicente Mateus para jogar no Corinthians, mas o titular foi Palhinha no Campeonato Paulista de 1977. O folclórico presidente foi acusado então de ter contratado o jogador errado, pois o craque do time do Botafogo era o doutor, que continuou se destacando. Mateus corrigiria o "erro" em 1979, contratando Sócrates, com isso reatando a antiga parceria.
Depois de uma passagem pelo Grêmio, que mais tarde o emprestaria ao Juventus para o Campeonato Paulista de 1981, foi contratado pelo Internacional de Porto Alegre por 25 milhões de cruzeiros. Lá começou com uma participação apagada no Campeonato Brasileiro de 1982, mas no segundo semestre daquele ano conquistou o Campeonato Gaúcho, sendo considerado o melhor jogador, quando ainda ficou marcado pela façanha de marcar todos os cinco gols do seu time nas finais contra o arquirrival Grêmio, seu ex-time. Antes do segundo jogo, prometeu dois gols — efetivamente marcados. No ano seguinte, conquistaria o bicampeonato.

## Títulos
Corinthians
- Campeonato Paulista: 1977 e 1979

Internacional
- Campeonato Gaúcho: 1982 e 1983

### Artilharia
- Artilheiro do Campeonato Paulista de Futebol de 1977: 23 gols[1]